# Дубинин, Александр Иванович
Александр Иванович Дубинин (укр. Олександр Іванович Дубінін; род. 16 мая 1959, Днепродзержинск, Днепропетровская область) — украинский политик. Председатель правления ОАО «ДнепрАзот». Депутат Днепропетровского областного совета. Народный депутат Украины 8-го созыва.

## Биография

### Образование
В 1981 году окончил Днепродзержинский индустриальный институт, специальность — «Промышленная теплоэнергетика», квалификация — инженер-теплоэнергетик; в 2002 году окончил Днепропетровский региональный институт государственного управления Национальной академии государственного управления при Президенте Украины, специальность — «Государственное управление», квалификация — магистр государственного управления.

### Профессиональная деятельность
1980—1981 гг. — занимает должность секретаря комитета комсомола ОРСа завода имени Дзержинского Заводского РК ЛКСМ Украины Днепропетровского ОК ЛКСМ Украины.
1981 — работает слесарем механико-сборочных работ цеха нестандартизированного оборудования (г. Каменское).
1981—1982 гг. — Получив высшее образование инженера-теплоэнергетика по окончании Днепродзержинского индустриального института в 1981 году, начал трудовую деятельность на Баглейском заводе котельно-вспомогательного оборудования и трубопроводов (г. Каменское), мастер, старший мастер. Там же с 1984 по 1991 гг., вернувшись с двухлетней службы в Советской армии (1982—1984 гг.) возглавлял финансово-сбытовой отдел, позже производственно-диспетчерский отдел.
1991—1999 гг. — ОАО «ДКХЗ» (г. Днепродзержинск), заместитель начальника отдела сбыта товаров народного потребления, начальник отдела материально-технического снабжения и сбыта.
С 1999—2001 гг. — работает в ОАО «Запорожский завод ферросплавов» (г. Запорожье). Сначала в должности заместителя председателя правления по коммерческо-финансовой части, заместителя директора завода по коммерческо-финансовой части (1999—2001), позже (2001—2004) — заместитель директора по коммерции, заместитель председателя правления, коммерческий директор.
Параллельно заканчивал обучение в Днепропетровском региональном институте государственного управления при Президенте Украины, получив степень магистра государственного управления.
В 2001 году параллельно занимает должность начальника отдела снабжения УПИК «Металлургия» (г. Каменское).
В 2004 году возглавил Стахановский завод ферросплавов (г. Стаханов, Луганская область).
С сентября 2009 г. — по сентябрь 2014 г. — занимает должность председателя правления ПАО «ДНЕПРАЗОТ» (г. Каменское). Под его руководством производственную стратегию предприятия составляли: обеспечение стабильной работы производства, модернизация и реконструкция оборудования, проведение жёсткой политики энерго- и ресурсосбережения и поддержки экологической безопасности в регионе.

## Политическая деятельность
Депутат Луганского областного совета V созыва.
Депутат Днепропетровского областного совета VI созыва.
На внеочередных выборах в Верховную Раду Украины 26 октября 2014 года выдвигался кандидатом от партии Блок Петра Порошенко «Солидарность» по округу № 30. Избран народным депутатом.
С 27.11.2014 по 07.04.2015 входил во фракцию БПП. В дальнейшем внефракционный.
Председатель подкомитета по вопросам промышленной и инвестиционной политики Комитета Верховной Рады Украины по вопросам промышленной политики и предпринимательства. Член Специальной контрольной комиссии Верховной Рады Украины по вопросам приватизации.
25 декабря 2018 года включён в санкционный список России.
Член политсовета партии «Украинское объединение патриотов — УКРОП».

## Признания и награды
- Удостоен почётной грамоты Кабинета министров Украины за вклад в развитие экономики Украины.[источник не указан 2433 дня]
- Награждён орденом «За заслуги» ΙΙ и ΙΙΙ степени.[источник не указан 2433 дня]
- Награждён знаком отличия городского головы I и II степени за заслуги перед городом.[источник не указан 2433 дня]
- По итогам рейтинга ТОП-100 в 2011 году вошёл в 5-ку лучших менеджеров химической отрасли Украины.[источник не указан 2433 дня]
- По итогам рейтинга «Человек года» признан лучшим бизнесменом Днепропетровщины.[источник не указан 2433 дня]
- Обладатель золотой медали «За эффективное управление» 2004 г., «Лидер Украины» 2004 г.[источник не указан 2433 дня]
- «Лучший работодатель» 2004 года.[источник не указан 2433 дня]